# Arbeitseinsatz
```
Arbeitseinsatz
 ( 
(
بالألمانية
: 
for 'labour deployment'
)
 كان) 
فئة من المعتقلين يعملون بالإكراه
 داخل 
ألمانيا النازية
 
(
بالألمانية
: 
Zwangsarbeit
)
 خلال 
الحرب العالمية الثانية
. عندما تم 
استدعاء
 الرجال الألمان للخدمة العسكرية، قامت السلطات الألمانية النازية بجمع المدنيين لملء الشواغر وتوسيع عمليات التصنيع. وجاء بعض العمال من ألمانيا والاخرون (أضعافا مضاعفة) عن طريق 
الإعتقالات
 
(łapanka)
 في 
الأراضي المحتلة من قبل ألمانيا
. لم يقتصر 
Arbeitseinsatz
 على قطاع الصناعة وعلى مصانع إنتاج الأسلحة؛ كما حدث، على سبيل المثال، في 
قطاع الزراعة
، والخدمات المجتمعية، وحتى في الكنائس.
```

## فئات العمل
كان هناك العديد من السكان المتأثرين الذين يمكن تصنيفهم بواسطة متغيرات مختلفة (غالبًا ما تكون متداخلة) مثل الفئات الجغرافية والعرقية والدينية والسياسية والصحية. وكان من بينهم سجناء سياسيون ألمان في كتيبة العاصفة وغيستابو وشوتزشتافل: رجال ونساء مدنيون أجانب من الأراضي المحتلة بأوروبا الشرقية ( أوستأربايتر )؛ أسرى الحرب الأشخاص من ذوي الإعاقة ( المعوقون عقليا أو جسديا أو المرضى العقليين والنفسيين) ومختلف المشارب الإثنية أو الدينية أو العرقية (على سبيل المثال، اليهود، السنتي، الغجر، ينيش، وشهود يهوه). كانوا يعيشون في أنواع مختلفة من المعسكرات، تسمى معسكرات العمل ( أربياتسلاغر  باللغة الألمانية) ومعسكرات الاعتقال ( Konzentrationslager [KZ] باللغة الألمانية). غالبًا ما كانت معسكرات الاعتقال النازية موجهة ليس فقط للعمل القسري ولكن أيضًا للإبادة. في عام 1945 كان حوالي 7.7 مليون عامل في الصناعة الألمانية من أصل غير ألماني. الكثير منهم كانوا صغارًا، ونصفهم تقريباً من النساء.

## الصور الأرشيفية

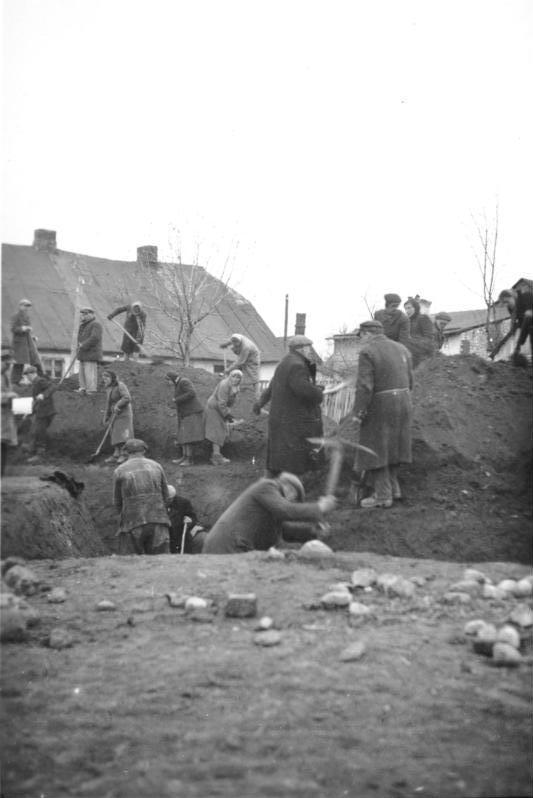
Jews build air-raid trenches under the supervision of RAD, Uniejów, May 1941
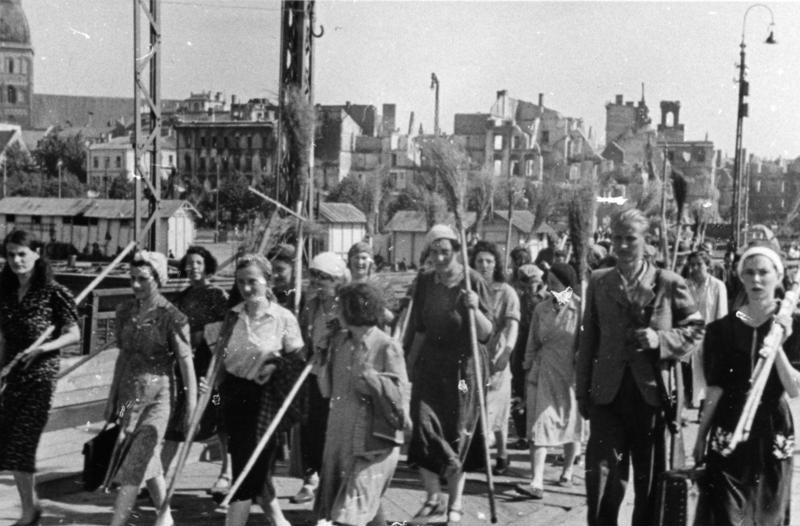
Paramilitary police with workers, Riga, July 11, 1941 (Wehrmacht photo)
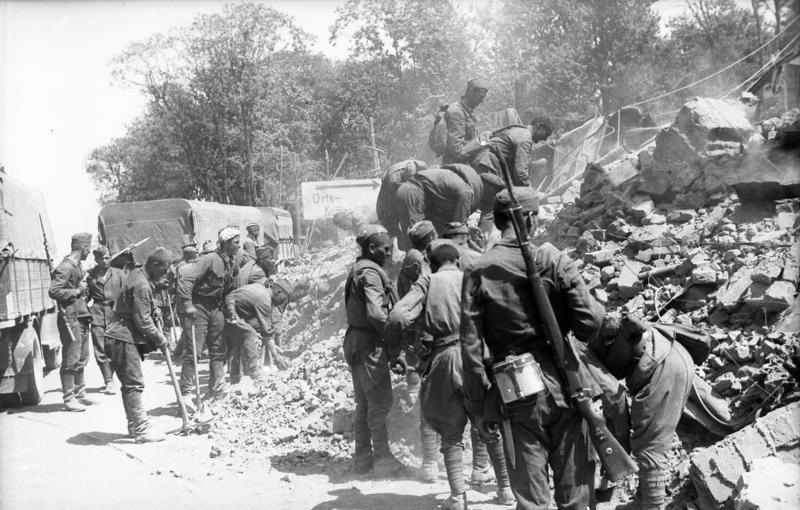
Soviet POWs clear the way for Wehrmacht column, Minsk, July 1941 (Wehrmacht photo)
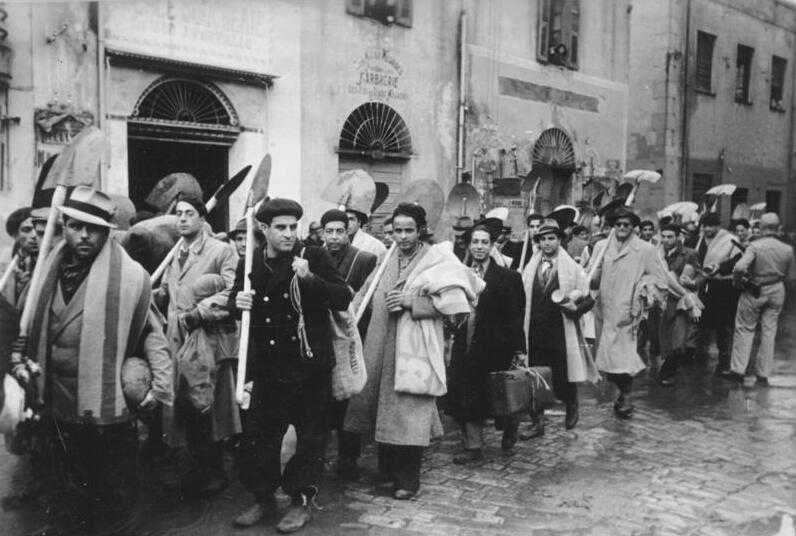
"Jews must work", Tunis, December 1942, (Wehrmacht photo)
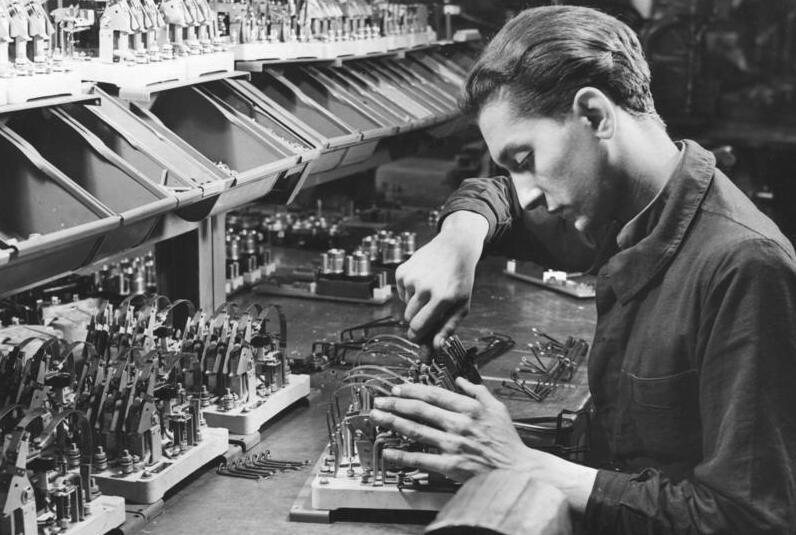
French mechanics at Siemens in Berlin, 1943
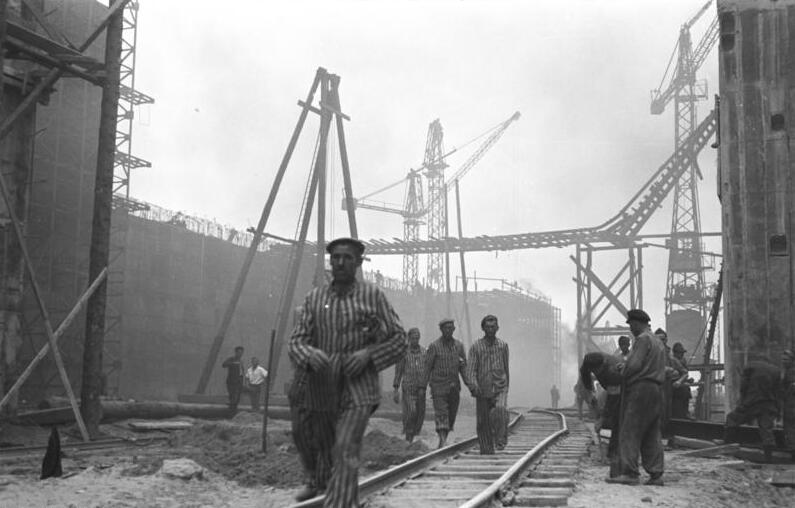
Prisoners in the construction of the U-boat at Valentin submarine pens, Bremen, 1944
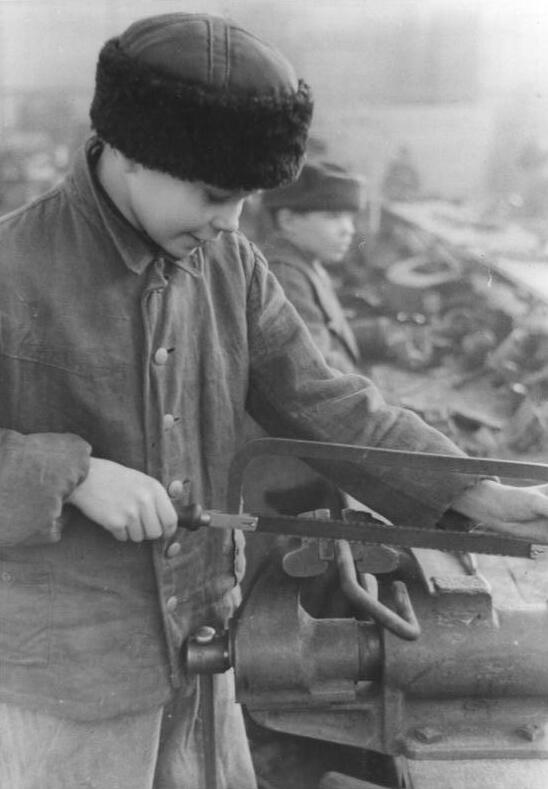
14-year-old prisoner at the Wehrmacht Automotive Repair Works, Berlin, January 1945
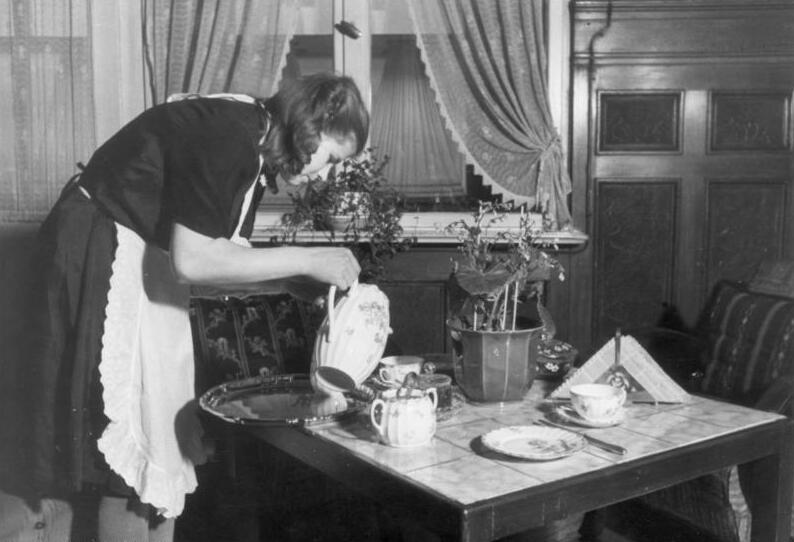
Ostarbeiterin from Kiev performing domestic labor, January 1945 (SS image)
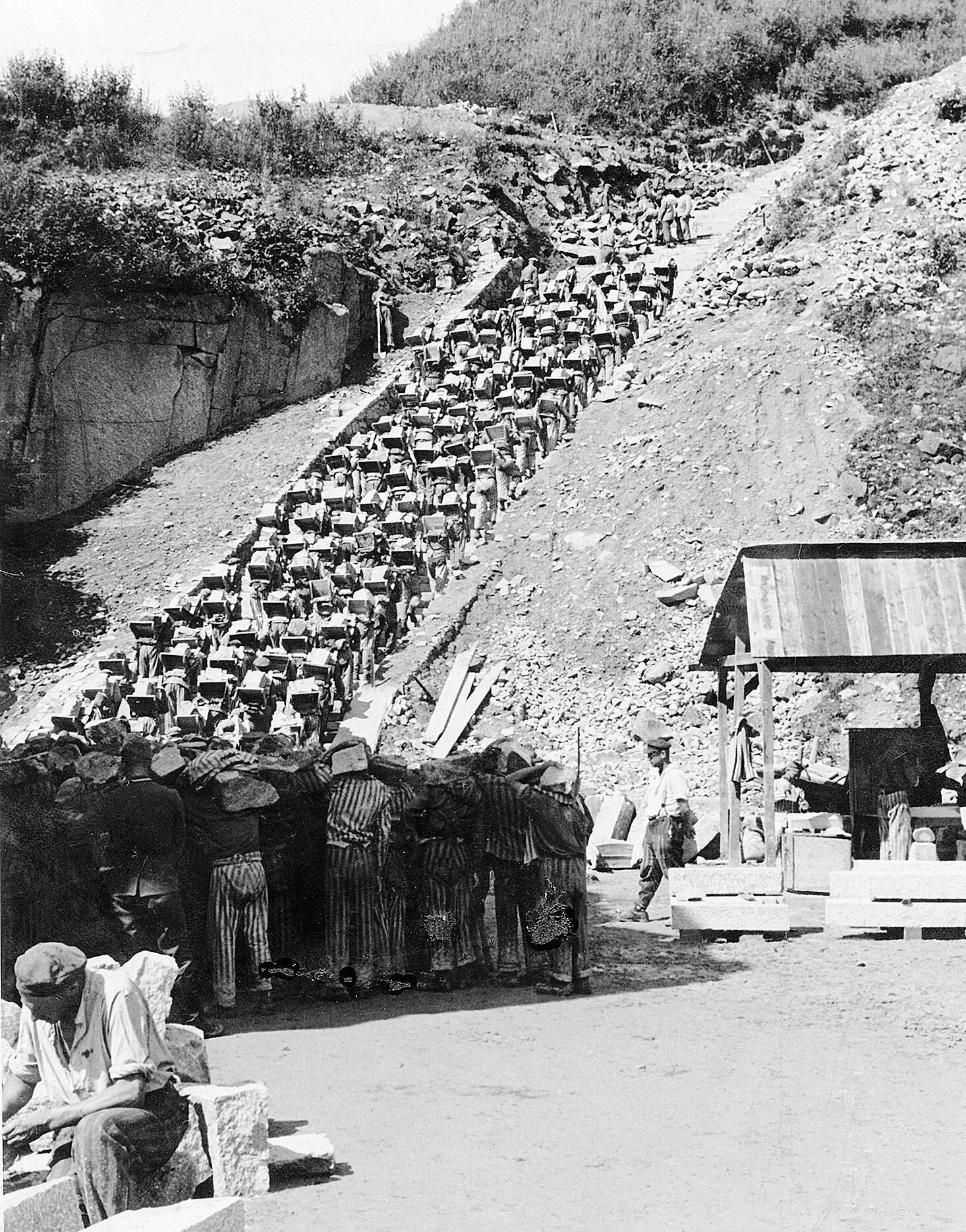
Stairs of Death in the quarry of the Mauthausen concentration camp